# 安西有味
安西 有味（あんざい ありみ）は、戦国時代の武将。

## 経歴
武田勝頼に仕え、天正4年（1576年）より龍朱印状奏者として活動したことが史料よりみえる。天正6年（1578年）3月には山論の裁許手形を発給し、天正8年（1580年）より伊賀守を称す。
天正10年（1582年）2月の織田信長による武田征伐では、父が後北条氏の外交を担当していたことから勝頼の継室の北条夫人は小田原城にいる夫人の兄の北条氏政を頼り落ち延びるように説得したが、有味はこれに応じず、勝頼に従い田野で戦死した。